# Pedro Álava González
Pedro José Álava González (Guayaquil, Siglo XX) es un ingeniero agrónomo ecuatoriano. Fue el ministro de Agricultura y Ganadería del Ecuador, entre 2021 a 2022; en el gobierno de Guillermo Lasso.

## Biografía
Pedro José nació en Guayaquil, Ecuador.
Se graduó de la Facultad de Agronomía y Veterinaria, de la Universidad de Guayaquil; obteniendo el título de ingeniero agronómo, en enero de 1974.
En la Universidad de California, sede en Davis, obtuvo el máster en riego y drenaje.
Tuvo un entrenamiento para universitarios graduados: inglés y desarrollo de reportes técnicos, en la Universidad Stanford.
Tiene un posgrado en Israel, Kibutz Shefayim: "Diseño de riego por aspersión y goteo", "Manejo de recursos hidráulicos".
Realizó publicaciones en  diseño de riego por goteo, para espacios verdes y campos deportivos, fertigación.

### Trayectoria
Fue jefe de ingeniería, en el Programa Nacional de Promoción de Empresas Agropecuarias, entre 1974 a 1976; en 1975 también fue extensionista agrícola del Programa Nacional del Arroz y el Maíz, hasta 1976; en ese mismo año pasó a ser jefe del Proyecto Integrado de Desarrollo Agropecuario "El Azúcar", hasta 1978. Entre 1980 y 1982, fue subdirector ejecutivo del Programa Nacional del Banano, pasó a ser gerente técino del Reybanpac, hasta 1984.
Fue propietario y productor de banano; consultor y constructor de obras hidráulicas y proyectos agropecuarios, entre 1986 a 1995, año en el que pasó a ser gerente general de Banalight, hasta 1999. Fue gerente del proyecto para la explotación de aguas del subsuelo para fines de riego en la Hacienda San Juan, La Maná, hasta 2002.
Fue supervisor de riego y drenaje de 11.000 acres, Clewiston (2002-2021); gerente técnico del Rancho Vicksburg, Salomé (2012-2014); gerente del Departamento de Riego Green Source LandScape y Sport Turf, ranchos de Weston (2015-2016) y asesor agrícola privado en riego (2016-2021).
Ministro de Estado

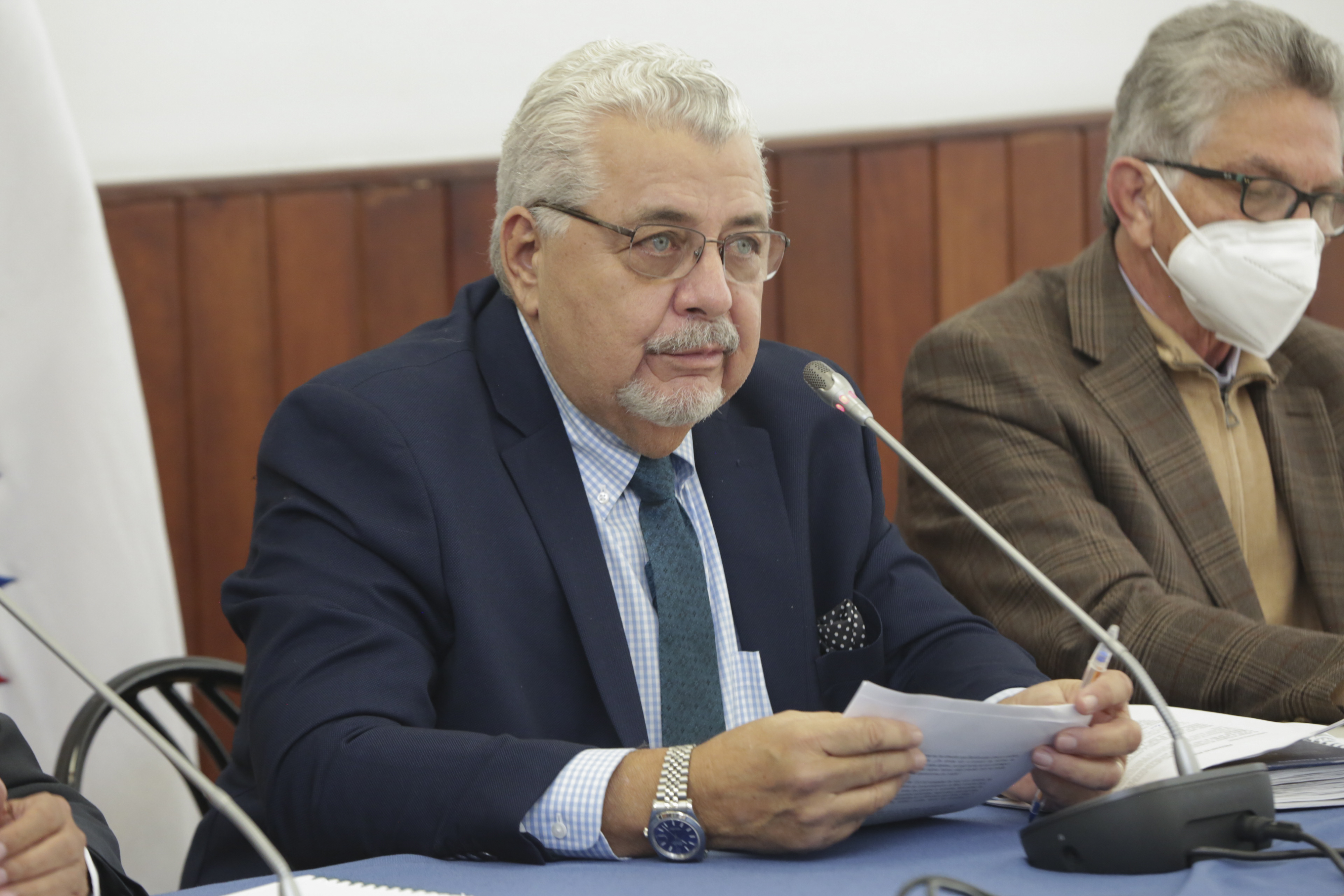
Álava en diciembre de 2021.

El 15 de septiembre de 2021, fue nombrado y posesionado por el presidente Guillermo Lasso, como ministro de Agricultura y Ganadería; tras la renuncia de su predecesora, Tanlly Vera.
En marzo de 2022, tras una controversial presunta venta del viceministerio de agricultura, Álava presentó la denuncia formal el 31 de marzo de 2022, a la Fiscalía General del Estado, para que investigue el caso, ante un posible delito de concusión, tráfico de influencias y oferta de realizar tráfico de influencias.
Su gestión fue muy cuestionada por varios sectores productores, especialmente el bananero.
El 28 de abril de 2022, presentó su renuncia irrevocable al ministerio, la cual fue aceptada por el presidente Lasso.